# Galeana
Galeana é um género botânico pertencente à família Asteraceae.